# フェドル・デン・ヘルトフ
フェドル・デン・ヘルトフ（Fedor den Hertog、1946年4月20日 - 2011年2月12日）は、オランダ、ユトレヒト出身の元自転車競技（ロードレース）選手。
本名は、フェドル・イワン・デン・ヘルトフ (Fedor Iwan den Hertog) 。2011年2月12日、病気のため死去。

## 競技歴
- 1966年
  -  オランダ軍隊選手権 個人ロードレース 優勝
- 1968年
  - メキシコシティオリンピック
    -  団体タイムトライアル(TTT) 優勝（+ ヨープ・ズートメルク、ヤン・クレケルス、レネ・パイネン）

  -  オランダ選手権 アマ個人追い抜き 優勝
  - シルキュイ・デ・ミヌ 総合優勝
- 1969年
  - ミルク・レース 総合優勝
  - ツール・ド・ベルギー アマ部門総合優勝
- 1970年
  - ロードレース世界選手権 TTT 3位
- 1971年
  - ロードレース世界選手権 TTT 2位
  - ミルク・レース 総合優勝
  -  オランダ選手権 アマ個人追い抜き 優勝
- 1972年
  - ツール・ド・ラブニール 総合優勝
  - 東ドイツ一周 総合優勝
- 1973年
  - オリンピアズ・ツアー 総合優勝
- 1974年、プロ転向。
  - ツール・ド・ロマンディ 総合3位
- 1975年
  - ツール・ド・フランス 総合18位
- 1976年
  - ロンド・ファン・ミデル＝ゼーラント 総合優勝
- 1977年
  - ツール・ド・フランス 区間1勝（第10）
  - ブエルタ・ア・エスパーニャ 区間1勝（第3）
  -  オランダ選手権 個人ロードレース 優勝
- 1978年
  - パリ〜ニース 区間1勝（第5）
- 1981年、引退。